# Porus (Jamaika)
Porus ist eine südlich gelegene Kleinstadt im Landesinneren von Jamaika. Die Stadt befindet sich im County Middlesex und ist die drittgrößte Stadt im Parish Manchester. Im Jahr 2012 hatte Porus eine Einwohnerzahl von 6096 Menschen.

## Etymologie
Ursprünglich wurde Porus mit dem Namen "Vale Lionel" (deutsch Lionel Tal) gegründet, nach dem zu dieser Zeit regierenden Gouverneur von Jamaika, Sir Lionel Smith. Kurz darauf erhielt der Ort jedoch seinen heutigen Namen Porus, der sich wohl von dem porösen Boden ableiten lässt.

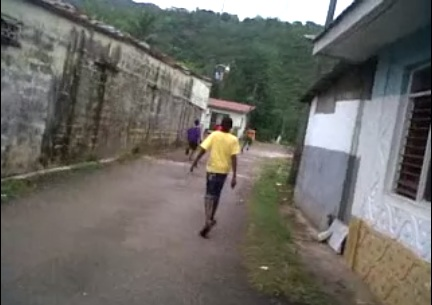
Seitenstraße in Porus

## Geografie
Porus befindet sich am Rand einer Tiefebene in den Don Figueroa Mountains. Während sich das Gebirge rund um die Ebene auf bis zu 600 Meter über den Meeresspiegel erhebt, liegt die Höhe in dem Ort und im nahen Umkreis bei durchschnittlich 135 Metern. Am nördlichen Rand von Porus hebt sich das Gebirge wieder und erreicht eine Höhe von bis zu 950 Metern. 
Die nächstgelegenen Ortschaften sind das direkte Nachbardorf Melrose Hill im Westen und das sich circa drei Kilometer nordöstlich gelegene Witfield Hill.

## Geschichte

Bahnhof von Porus, circa 1896

Porus wurde im Jahr 1840 von dem Missionar James Phillippo gegründet, als freies Dorf für ehemalige Sklaven. Es war das sechste Dorf dieser Art, welches von Philippo errichtet wurde. In den ersten Jahren war Porus ein sehr kleines Dorf, obwohl es berühmt für seinen Kaffee-Markt war. Heute besteht der überwiegende Teil der Bevölkerung aus einfachen Bauern und Handwerkern.
Von 1895 bis 1992 war Porus an das öffentliche Bahnnetz angeschlossen. Die Porus Railway Station war die Haltestelle der Linie Kingston-Montego Bay.

## Kultur und Umwelt

### Natur
Die üppige Vegetation ist ein Markenzeichen der Region von Porus. Besonders bekannt ist der Ort für den Anbau von Taro und seinen vielen verschiedenen Obstsorten. Vor allem Akee, Bananen und Piment.
Parallel zu der Hauptstraße verläuft ein Nebenarm des Rio Minho, der die Atmosphäre in der Stadt kühlt. Das Gelände südlich der Stadt ist durchsetzt von Feuchtgebieten.

### Kirchen
In Porus gibt es verschiedene christliche Gemeinden. Am stärksten Präsenz zeigen die Presbyterianer und die Anglikanische Gemeinschaft. Des Weiteren gibt es Gemeinden der New Testament Church of God, Methodisten, Baptisten, Mennoniten und der Apostolischen Kirche.

## Infrastruktur
Durch Porus führt die A2, die die südöstliche Großstadt Spanish Town mit Savanna-la-Mar an der Südwestküste verbindet.